# マンフレート・ゲルラッハ
マンフレート・ゲルラッハ（ドイツ語: Manfred Gerlach, 1928年5月8日 - 2011年10月17日）は、ドイツ（旧東ドイツ）の政治家。東西ドイツ再統一直前に第5代国家評議会議長を務めた。

## 経歴
ライプツィヒ生まれ。中学校卒業後に裁判所職員となるが、同年違法な青少年団体設立の罪状で少年院に収容された。第二次世界大戦終了後の1945年に出獄し、ドイツ自由民主党（LDPD）に入党。翌年ライプツィヒにおける自由ドイツ青年団（FDJ）の設立者の一人となる。この団体は東ドイツの支配政党ドイツ社会主義統一党（SED）の下部組織であった。1947年から1952年までザクセン州におけるLDPDの青少年問題委員。1949年から1959年まで、FDJ中央委員会委員。1949年、人民議会議員になる。1950年、ライプツィヒ市議会議員及び助役、1952年から1954年までライプツィヒ市副市長及び参事会副会長を務める。1951年から1954年まで通信教育を受け、同様に1964年に法学博士号取得。1984年に教授資格を取得。
1951年から1953年まで衛星政党LDPDの副党首、その後党事務局長を務め、1967年にマックス・ズールビアの後任としてLDPD党首に就任。1960年、国家評議会副議長及び人民議会国防委員会副委員長の一人に選出される。1967年からは翼賛組織である国民戦線の評議員の一人となる。1964年に祖国功労勲章及び国民融和星章を受章。1988年にカール・マルクス勲章を受章。
東欧革命のさなかの1989年10月13日、ゲルラッハは東ドイツの主要な政治家として初めてSEDの一党独裁体制に対する疑問の声を上げた。「LDPDにおいて政治や社会を考えることは、東ドイツにおける社会主義とその将来を考えることだ」というその言葉は、SEDの一党独裁下ではありえない発言だった。国民の抗議活動のうねりの中SED政権は退陣し、同年12月6日、SEDのエゴン・クレンツの後任として国家評議会議長（国家元首）に就任。翌1990年3月、東ドイツ史上初めての（そして最後の）自由選挙が行われ、その結果行われた憲法改正により国家評議会は廃止され、人民議会議長が東ドイツの国家元首とされた。このため国家元首の地位はゲルラッハから人民議会議長のザビーネ・ベルクマン＝ポールに移った。
自由連合を経て、1990年10月3日の東西ドイツ再統一後は西ドイツの自由民主党（FDP）に入党。しかし1992年になって、彼が戦後間もない1947年に進駐ソ連軍に党の仲間を密告をしていたとされる疑惑が浮上し、除名審査が開始されたため1993年11月23日に自らFDPを離党した。密告による拘禁致死幇助の罪状で裁判が行われたが、いずれも2000年までに証拠不十分あるいは無罪として審理は停止された。東西ドイツ統一後はベルリンで市民権・人権に関する団体で働いていた。2011年に同地で死去。